# Bei Jiang
Bei Jiang är ett vattendrag i Kina. Det ligger i provinsen Guangdong, i den södra delen av landet, omkring 33 kilometer väster om provinshuvudstaden Guangzhou.
Genomsnittlig årsnederbörd är 2 208 millimeter. Den regnigaste månaden är maj, med i genomsnitt 399 mm nederbörd, och den torraste är januari, med 32 mm nederbörd.